# کوسه‌لی (کوزان)
کوسه‌لی (به ترکی استانبولی: Köseli) یک منطقهٔ مسکونی در ترکیه است که در قوزان (ترکیه) واقع شده‌است.